# 営繕
営繕（えいぜん、英: building and repairs）は、建築物の「営造」と「修繕」をまとめて指す語。具体的には、建築物の新築工事、増改築工事、修繕工事および模様替えなどを意味する。
企業や役所などの組織において、新築、増築、模様替え、修繕などを計画、発注、監理する仕事や業務を一括して総称する場合に用いられている。

## 用法
「営繕」という語は中国の春秋戦国時代（紀元前770年 - 紀元前221年）の頃からあったもので、日本では701年に制定された大宝律令において営繕令などと用いられた古い言葉の一つとしてしられるが、当時は建物のほかに道路や橋梁などの土木工事や、船などの営造および修繕をも含めた、現在よりも広い意味で用いられていた言葉であるとされ、営繕を司る職を造営職、木工寮と称した。
国土交通省営繕部では、官公庁施設の建設等に関する法律（略称「官公法」）に基づき、全国各地の各省各庁の事務庁舎、国家機関の建築物および附帯施設（官庁施設）の整備に関する業務まで建設および保全指導、監督も行っている。これを官庁営繕（かんちょうえいぜん）とい。戦前及び戦後の段階では、公共建築の設計は主に各省庁に設置された営繕課が担っており、逓信省の山田守や内田祥哉など多くの建築家を輩出していたが、近年は公共建築の設計の外部委託や標準化が進んだことで、その役割を民間に譲っている。
営繕協同組合（えいぜんきょうどうくみあい、building contract cooperative society）は、営繕工事の受注をする者らの協同組合・中小の工務店が区、寸単位で組織を作り、資材の共同購入、設計事務所との共同研修、増改築受託などを行なう。営繕工事（えいぜんこうじ、building works）は、建物の新改築、修繕工事などの建築工事の総称で、公共工事の場合、土木工事でない工事を指す。
営繕費（えいぜんひ、building and repair expense）は、営繕に関わる費用、つまり建物を新築したり修繕したりするのにかかる費用のことである。営繕司（えいぜんし）は、明治時代初期に諸官庁の建築工事を担当した役所で宮川房之などが知事を務めた。営繕役（えいぜんやく）は、建物を新築したり、修繕したりする役、またはその人を指す。